# Corynophora
Corynophora là một chi bướm đêm thuộc họ Crambidae.